# Романовичи (дворянский род)
Романовичи (пол. Romanowicz, укр. Романовичі) — дворянский род, происходящий из казацкого сословия Гетманщины.
Потомство Степана Романовича, полковника Уманского (1638 ?).

## Описание герба
Щит четверочастный; в 1 голубом поле, птица сидящая влево на цветах; во 2 красном, серебряная опрокинутая подкова, увенчанная и сопровождаемая внутри двумя золотыми кавалерскими крестами; в 3 белом сердце, пронзённое стрелой, опрокинутой наискось слева и сопровождаемое в правом углу повернутым полумесяцем и в левом звездою; в 4, голубом, кольчуга.
Щит увенчан дворянскими шлемом и короной. Нашлемник: три страусовых пера.